# Икэда (род)
Род Икэда (яп. 池田氏 Икэда-си) — японский самурайский род.

## История
Род Икэда ведет своё происхождение от линии Сэйва-Гэндзи династии Минамото. В период Эдо некоторые из линий рода Икэда управляли княжествами Тоттори и Окаяма. Тадамаса Икэда (1926—2012), бывший глава линии Окаяма дома Икэда, был супругом Ацуко Икэда, четвертой дочери императора Хирохито.

## Известные члены клана Икэда
- Икэда Цунэоки (1536 — 18 мая 1584), военачальник и вассал Оды Нобунаги и Тоётоми Хидэёси. Погиб в битве при Нагакутэ.
- Икэда Тэрумаса (31 января 1565 — 16 марта, 1613), второй сын и преемник предыдущего. В 1600 году после создания сёгуната Токугава получил во владение Химэдзи-хан в провинции Харима.
- Икэда Мицумаса (10 мая 1609 — 27 июня 1682), внук Тэрумасы, 3-й даймё Химэдзи-хана (1616—1617), 1-й даймё Тоттори-хана (1617—1632) и 1-й даймё Окаяма-хана (1632—1672)
- Икэда Цунамаса (18 февраля 1638 — 5 декабря 1714), 2-й даймё Окаяма-хана (1672—1714), старший сын предыдущего
- Икэда Мунэмаса (июнь 1727 — 10 марта 1764), 4-й даймё Окаяма-хана (1752—1764)[1][2]
- Ацуко Икэда (род. 7 марта 1931), супруга с 1952 года Тадамасы Икэды (1926—2012).